# Euphorbia consanguinea
Euphorbia consanguinea là một loài thực vật có hoa trong họ Đại kích. Loài này được Schrenk mô tả khoa học đầu tiên năm 1841.